# 新敖德萨 (巴西)
新敖德萨是巴西圣保罗州的一个市镇。总面积73.298平方公里，总人口45102人，人口密度615.3人/平方公里。